# Artia francii
Artia francii là một loài thực vật có hoa trong họ La bố ma. Loài này được (Guillaumin) Pichon mô tả khoa học đầu tiên năm 1950.